# Nahujewytschi
Nahujewytschi (ukrainisch Нагуєвичі; russisch Нагуевичи Nagujewitschi, polnisch Nahujowice) ist ein Dorf in der ukrainischen Oblast Lwiw mit etwa 2397 Einwohnern (2019).

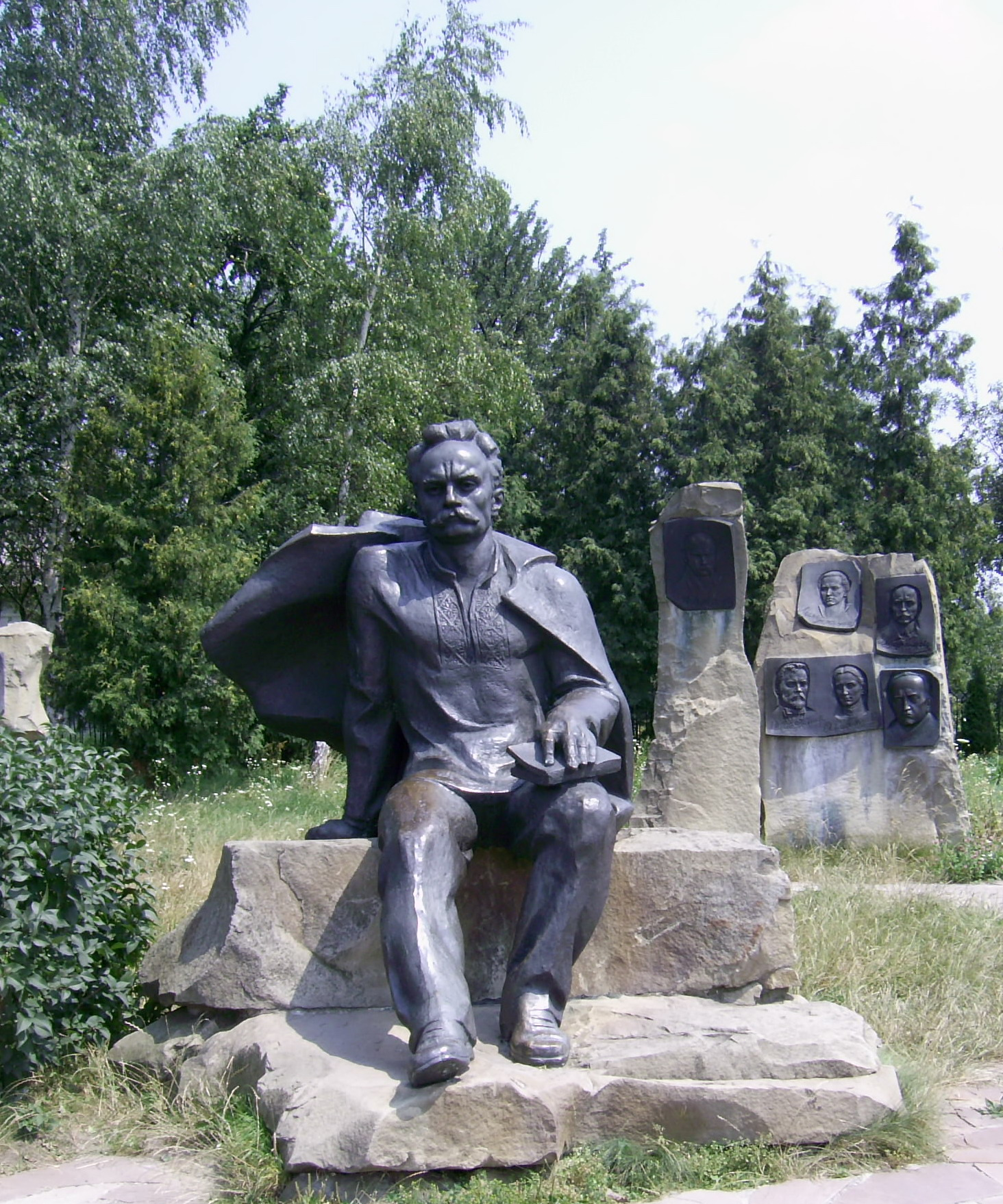
Iwan-Franko-Denkmal im Ort

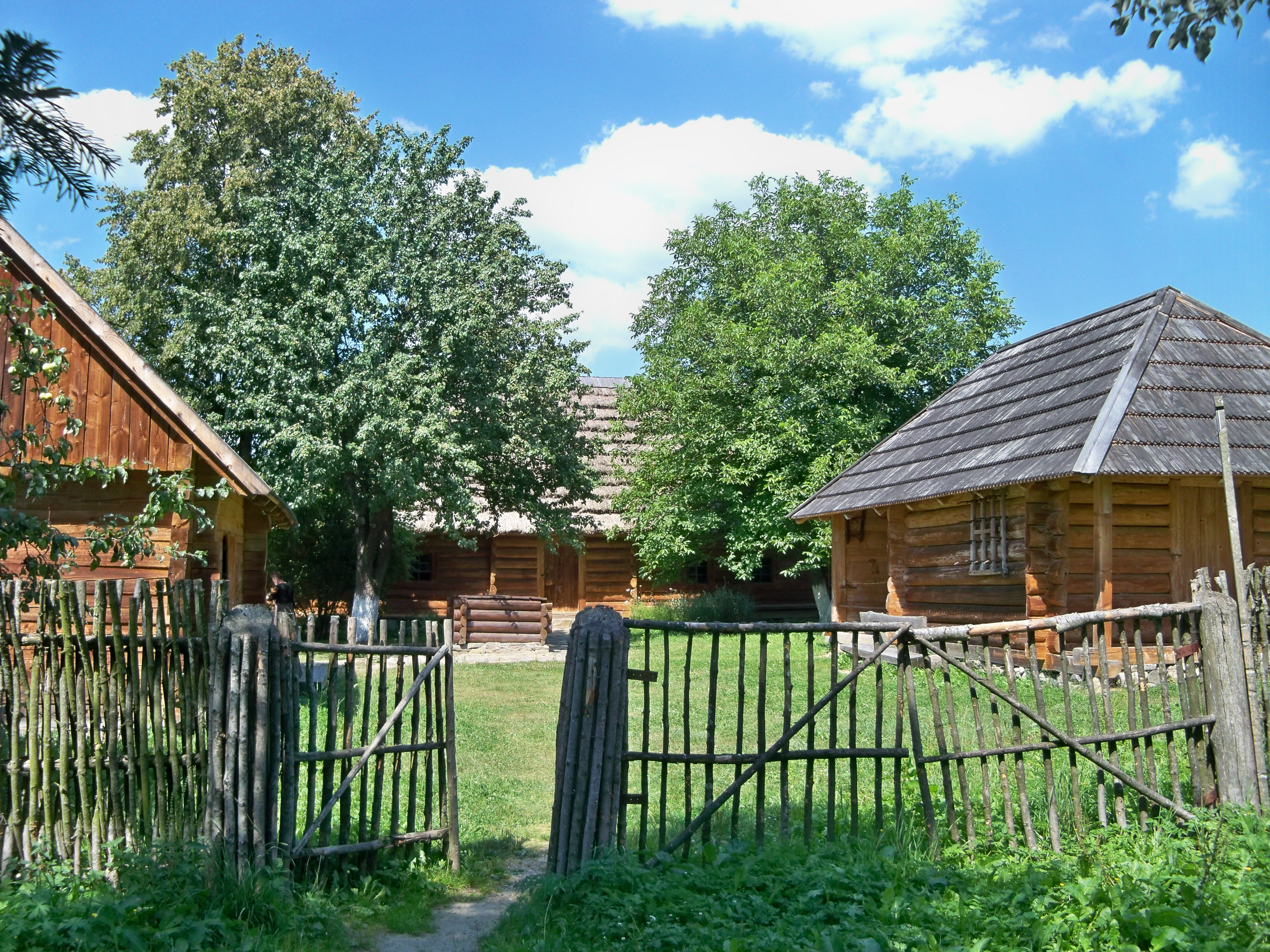
Staatl. historisches und kulturelles Schutzgebiet Nahujewytschi mit dem Geburtshaus von Iwan Franko

Die im Jahr 1424 erstmals schriftlich erwähnte Ortschaft bildete bis 2020 eine eigene Landratsgemeinde im Westen des Rajon Drohobytsch. Am 12. Juni 2020 wurde das Dorf ein Teil  der neu gegründeten Stadtgemeinde Drohobytsch (Дрогобицька міська громада/Drohobyzka miska hromada).
Zwischen 1951 und 2009 trug das Dorf den Namen Iwana-Franka (ukr. Івана-Франка), nach dem größten Sohn der Ortschaft.
Im Dorf wurde am 10. März 1994 das Staatliche Historische und kulturelle Reservat „Nahuyevychi“ eingerichtet, innerhalb dessen sich unter anderem ein Museum und das Geburtshaus Iwan Frankos befindet.
Nahujewytschi liegt im Tal des Dnisterzuflusses Sbir (Збір) am Rande der Waldkarpaten 15 km westlich vom Rajonzentrum Drohobytsch und etwa 75 km südwestlich von der Oblasthauptstadt Lwiw. Im Westen vom Dorf verläuft von Südosten nach Nordwesten die Territorialstraße T–14–15.

## Söhne und Töchter der Ortschaft
- Im Dorf kam der ukrainische Schriftsteller, Journalist, Literaturkritiker und Übersetzer Iwan Franko (1856–1916) zur Welt.